# Henri Salomon
Pour les articles homonymes, voir Henri Salomon (homonymie).
Henri Salomon, né le 21 mars 1831 à Massignac (Charente) et mort le 31 mai 1908, est un homme politique français.

## Biographie
Avoué à la cour d'appel de Poitiers, il est conseiller d'arrondissement et conseiller municipal de Poitiers. Il est député de la Vienne de 1876 à 1885, siégeant à Gauche. il est l'un des 363 qui refusent de voter la confiance au gouvernement de Broglie, le 16 mai 1877. Battu en 1885, il est nommé conseiller à la cour d'appel de Poitiers. Il est sénateur de la Vienne de 1891 à 1900. Battu en 1900, il quitte la vie politique et est nommé juge de paix à Vincennes.

## Sources
- « Henri Salomon », dans Adolphe Robert et Gaston Cougny, Dictionnaire des parlementaires français, Edgar Bourloton, 1889-1891 [détail de l’édition]
- « Henri Salomon », dans le Dictionnaire des parlementaires français (1889-1940), sous la direction de Jean Jolly, PUF, 1960 [détail de l’édition]